# La Favorite du maharadjah
Pour plus de détails, voir Fiche technique et Distribution.
La Favorite du maharadjah (Die Liebe des Maharadscha) est une comédie romantique austro-italo-allemande réalisée par Arthur Maria Rabenalt et sortie en 1936. Il s'agit de la version allemande du film italien Una donna tra due mondi. Tourné aux studios Cines à Rome, le film est une coproduction entre la société italienne Astra Film et la société munichoise Bavaria Film.

## Fiche technique
- Titre français : La Favorite du maharadjah[1]
- Titre original allemand : Die Liebe des Maharadscha[2]
- Réalisation : Arthur Maria Rabenalt
- Scénario : Georg C. Klaren
- Photographie : Ubaldo Arata
- Montage : Fernando Tropea (en)
- Musique : Franz Grothe
- Production : Ferruccio Biancini
- Société de production : Astra Film, (Rome) - Bavaria Film (Munich)
- Pays de production :  Royaume d'Italie -  Reich allemand -  Autriche
- Langue originale : allemand
- Format : noir et blanc - 1,37:1 - Son mono - 35 mm
- Genre : comédie romantique
- Durée : 79 minutes
- Dates de sortie : 
  - Troisième Reich : 15 avril 1936

## Distribution
- Gustav Diessl : la maharadjah
- Attila Hörbiger : Dr. Lawburn
- Daisy Atkins : Hilde von Stolz
- Isa Miranda : Mira Salviati
- Váša Příhoda (cs) : Stefan Claudius
- Anton Pointner : Trenchman
- Marjan Lex : Uschi en tant que Zofe
- Rudolf Carl : Ferdl
- Hans Loibner : Xaver
- Robert Valberg (de) : Lord Winston
- Mihail Xantho : directeur de l'hôtel